# Eric Bouwman
Eric Bouwman (Voorburg, 15 juli 1982) is een Nederlands acteur, presentator en zanger.
Bouwman kreeg in 2004 landelijke bekendheid door zijn deelname aan het televisieprogramma Idols. Hij werd populair door zijn humor en innemende persoonlijkheid en wist het hiermee tot de finaleronde te schoppen, hoewel hij over beperkte zangkwaliteiten beschikte. Uiteindelijk eindigde hij als zesde van de tien finalisten.
Van september 2004 tot mei 2008 speelde Bouwman Tonnie de Vries in de Nederlandse soapserie ONM. In 2006 is Bouwman begonnen als presentator van het televisieprogramma Bestemming Nederland. In 2007 presenteerde Bouwman ook het Eindexamenjournaal, met aansluitend op 31 mei het Eindexamenfeest.
In 2008 speelde Bouwman Victor Aerts in de regiosoap Pauwen en Reigers
Op 24 augustus 2010 werd bekend dat Bouwman de rol van de vader van Kruimeltje in de gelijknamige musical ging spelen.
In 2011 presenteerde Bouwman het RTL 4-programma Go Cycling.
In 2015 vertolkte hij de gastrol van Pelle Schuiten in Goede tijden, slechte tijden. In 2016 keerde hij terug als datzelfde personage ditmaal in de spin-off serie Nieuwe Tijden.
Sinds 2019 is hij presentator bij Bright.

## Programma's

### Acteur
- Onderweg naar Morgen - Tonnie de Vries (2005-2008)
- Kinderen geen bezwaar - Loodgieter (2008)
- Pauwen en Reigers - Victor Aerts (2008)
- De avonturen van Kruimeltje - Harry Volker (2010)
- Goede tijden, slechte tijden - Pelle Schuiten (2015)
- Nieuwe Tijden - Pelle Schuiten (2016)

### Deelnemer / gast
- Idols (2003-2004)
- Kids Top 20 (2004, 2005)
- Jensen! (2006, 2007)
- WieKent Nederland (2009)
- De Alleskunner VIPS (2024)